# Йоенсуу
Йоенсуу (на фински Joensuu) е финландски град и община, разположени в югоизточната част на страната. Намира се в провинция Източна Финландия в района Северна Карелия. Основан е през 1848 г. По данни от преброяването през 2010 г. населението му е 72 791 души.
Йоенсуу е оживен студентски град с 6000 студенти, които учат в Университета на Йоенсуу и 3500 учащи в Политехническия университет на Северна Карелия.
Голяма част от жителите на града работят във федералната болница в града.
Европейският институт по горите, както и множеството университети и други институти придават на града международно значение.